# In the Flesh (turné)
In the Flesh bylo třetí sólové turné britského baskytaristy a zpěváka Rogera Waterse. Čtyři části tohoto celosvětového turné byly uspořádány postupně v letech 1999–2002. Nepočítaje jednorázovou akci The Wall - Live in Berlin (1990) a několik dalších menších vystoupení, jednalo se o první Watersovy koncerty od roku 1987, kdy uspořádal turné Radio K.A.O.S..
Na koncertech v roce 2000 bylo natočeno živé album In the Flesh i stejnojmenný videozáznam.

## Obsazení
Waters pro svoji doprovodnou kapelu využil řadu hudebníků, kteří se již podíleli na jeho albech či koncertech. Obsazení skupiny se částečně lišilo podle let.
- Roger Waters – baskytara, akustická kytara, zpěv
- Doyle Bramhall II – kytara, vokály, zpěv (pouze v letech 1999 a 2000)
- Chester Kamen – kytara, vokály, zpěv (pouze v roce 2002)
- Snowy White – kytara
- Andy Fairweather-Low – kytara, baskytara, vokály
- Jon Carin – klávesy, kytara, vokály, zpěv (pouze v letech 1999 a 2000)
- Harry Waters – klávesy, kytara (pouze v roce 2002)
- Andy Wallace – klávesy
- Graham Broad – bicí, perkuse
- P. P. Arnold – vokály, zpěv
- Katie Kissoon – vokály, zpěv
- Susannah Melvoin – vokály (pouze v roce 2000)
- Linda Lewis – vokály (pouze na světovém turné v roce 2002)
- Carol Kenyon – vokály (pouze na evropském turné v roce 2002)

Na koncertech v roce 1999 nehrál žádný saxofonista, roku 2000 se saxofonisté se střídali: Mike MacArthur (2. června), Ed Calle (3. června), Wayne Jackson (trubka 6. června), Andrew Love (saxofon 6. června), Tim Gordon (7. června), Shelley Carroll (10., 11. a 13. června), Don Menza (16., 17. a 19. června), Steve Tavaglione (21., 22. a 24. června), Norbert Stachel (25. a 27. června), Eric Walton (30. června a 1. července), Mark Harris (3. července), Steve Eisen (6. července) a Mel Collins (8. – 16. července). Na turné v roce 2002 byl již jediný hráč na dechové nástroje – Norbert Stachel.
Host na koncertech 26. a 27. června 2002:
- Nick Mason – bicí v „Set the Controls for the Heart of the Sun“

## Setlist
Setlist byl ve všech třech letech i přes obměny podobný. Jádro vystoupení tvořily Watersovy písně z jeho působení ve skupině Pink Floyd, které byly doplněny několika skladbami z jeho sólových alb, především z poslední studiové desky Amused to Death (1992). V letech 2000 a 2002 kapela odehrála jako jeden z přídavků nové písně Rogera Waterse – „Each Small Candle“ (v letech 2000 a 2002) nebo „Flickering Flame“ (v roce 2002).

### Rok 1999
První polovina
- „In the Flesh“
- „The Thin Ice“
- „Another Brick in the Wall, Part I“
- „Mother“
- „Get Your Filthy Hands Off My Desert“
- „Southampton Dock“
- „Pigs on the Wing, Part 1“
- „Dogs“
- „Welcome to the Machine“
- „Wish You Were Here“
- „Shine On You Crazy Diamond (Parts I–VIII)“

Druhá polovina
- „Speak to Me“/„Breathe“
- „Time“/„Breathe (reprise)“
- „The Great Gig in the Sky“ (pouze klavírní intro)
- „Money“
- „5:06 AM (Every Stranger's Eyes)“
- „The Powers That Be“
- „What God Wants, Part 1“
- „Perfect Sense, Part 1“
- „Perfect Sense, Part 2“
- „It's a Miracle“
- „Amused to Death“
- „The Happiest Days of Our Lives“1
- „Another Brick in the Wall, Part II“1

Přídavky
- „Brain Damage“
- „Eclipse“
- „Comfortably Numb“

1 – Od koncertu 31. července 1999 včetně byly skladby „The Happiest Days of Our Lives“ a „Another Brick in the Wall, Part II“ přesunuty z konce druhé poloviny koncertu na začátek první poloviny mezi „Another Brick in the Wall, Part I“ a „Mother“.

### Rok 2000
První polovina
- „In the Flesh“
- „The Happiest Days of Our Lives“
- „Another Brick in the Wall, Part II“
- „Mother“
- „Get Your Filthy Hands Off My Desert“
- „Southampton Dock“
- „Pigs on the Wing, Part 1“
- „Dogs“
- „Welcome to the Machine“
- „Wish You Were Here“
- „Shine On You Crazy Diamond (Parts I–VIII)“

Druhá polovina
- „Set the Controls for the Heart of the Sun“
- „Speak to Me“/„Breathe“
- „Time“/„Breathe (reprise)“
- „Money“
- „5:06 AM (Every Stranger's Eyes)“
- „Perfect Sense, Part 1“
- „Perfect Sense, Part 2“
- „The Bravery of Being Out of Range“
- „It's a Miracle“
- „Amused to Death“
- „Brain Damage“
- „Eclipse“

Přídavky
- „Comfortably Numb“
- „Each Small Candle“

### Rok 2002
První polovina
- „In the Flesh“
- „The Happiest Days of Our Lives“
- „Another Brick in the Wall, Part II“
- „Mother“
- „Get Your Filthy Hands Off My Desert“
- „Southampton Dock“
- „Pigs on the Wing, Part 1“
- „Dogs“
- „Shine On You Crazy Diamond (Parts I–V)“
- „Welcome to the Machine“
- „Wish You Were Here“
- „Shine On You Crazy Diamond (Parts VI–VIII)“

Druhá polovina
- „Set the Controls for the Heart of the Sun“2
- „Speak to Me“/„Breathe“
- „Time“/„Breathe (reprise)“
- „Money“
- „5:06 AM (Every Stranger's Eyes)“
- „Perfect Sense, Part 1“
- „Perfect Sense, Part 2“
- „The Bravery of Being Out of Range“
- „It's a Miracle“
- „Amused to Death“
- „Brain Damage“
- „Eclipse“

Přídavky
- „Comfortably Numb“
- „Flickering Flame“ (značka v tabulkách – FF) nebo „Each Small Candle“ (ESC)

2 – Od koncertu 4. května 2002 včetně byla skladba „Set the Controls for the Heart of the Sun“ přesunuta ze začátku druhé poloviny koncertu do středu první poloviny mezi „Dogs“ a „Shine On You Crazy Diamond (Parts I–V)“.

## Koncerty

### Část 1: Severoamerické koncerty 1999
| Datum             | Stát                   | Město             | Místo                                       | Poznámky                                                                                  |
| ----------------- | ---------------------- | ----------------- | ------------------------------------------- | ----------------------------------------------------------------------------------------- |
| 23. července 1999 | Spojené státy americké | Milwaukee (WI)    | Milwaukee Auditorium                        |                                                                                           |
| 24. července 1999 | Spojené státy americké | Rosemont (IL)     | Rosemont Theater                            |                                                                                           |
| 25. července 1999 | Spojené státy americké | Clarkston (MI)    | New Pine Knob Music Theater                 |                                                                                           |
| 27. července 1999 | Spojené státy americké | Cleveland (OH)    | Gund Arena                                  | vystoupení sem přesunuto z Nautica Stage v témže městě                                    |
| 30. července 1999 | Kanada                 | Québec (QC)       | Agora du Vieux                              |                                                                                           |
| 31. července 1999 | Kanada                 | Montréal (QC)     | Molson Center                               | provedena stálá změna setlistu (viz výše)                                                 |
| 1. srpna 1999     | Kanada                 | Toronto (ON)      | Molson Amphitheatre                         |                                                                                           |
| 4. srpna 1999     | Spojené státy americké | Mansfield (MA)    | Tweeter Performing Arts Center              |                                                                                           |
| 6. srpna 1999     | Spojené státy americké | Holmdel (NJ)      | Garden State Arts Center Amphitheatre       |                                                                                           |
| 7. srpna 1999     | Spojené státy americké | Wantagh (NY)      | Jonas Beach Theater                         |                                                                                           |
| 8. srpna 1999     | Spojené státy americké | Wallingford (CT)  | SNET Oakdale Theater                        |                                                                                           |
| 10. srpna 1999    | Spojené státy americké | Albany (NY)       | Pepsi Arena                                 | vystoupení sem přesunuto z 28. července z Landmark Theater ve městě Syracuse (NY)         |
| 11. srpna 1999    | Spojené státy americké | Camden (NJ)       | Blockbuster-Sony Music Entertainment Center |                                                                                           |
| 13. srpna 1999    | Spojené státy americké | Scranton (PA)     | Montage Mountain Performing Arts Center     |                                                                                           |
| 14. srpna 1999    | Spojené státy americké | Darien (NY)       | Darien Lake Performing Arts Center          |                                                                                           |
| 15. srpna 1999    | Spojené státy americké | Columbus (OH)     | Jerome Schottenstein Center                 | vystoupení sem přesunuto z Franklin Countty Veterans Auditorium v témže městě             |
| 17. srpna 1999    | Spojené státy americké | Hershey (PA)      | Hershey Star Pavilon                        |                                                                                           |
| 18. srpna 1999    | Spojené státy americké | Pittsburgh (PA)   | Star Lake Amphitheatre                      | vystoupení sem přesunuto z IC Light Amphitheatre & Tent Stadium v témže městě             |
| 20. srpna 1999    | Spojené státy americké | Baltimore (MD)    | Baltimore Arena                             | vystoupení sem přesunuto z Pier Six Concert Pavilion v témže městě                        |
| 22. srpna 1999    | Spojené státy americké | Atlanta (GA)      | Lakewood Amphitheatre                       | vystoupení sem přesunuto z Chastain Park Amphitheatre v témže městě                       |
| 24. srpna 1999    | Spojené státy americké | Noblesville (IN)  | Deer Creek Music Center                     |                                                                                           |
| 25. srpna 1999    | Spojené státy americké | Grand Rapids (MI) | Van Andel Arena                             |                                                                                           |
| 27. srpna 1999    | Spojené státy americké | St. Louis (MO)    | Riverport Amphitheatre                      |                                                                                           |
| 28. srpna 1999    | Spojené státy americké | Kansas City (MO)  | Kemper Arena                                | přídavky byly doplněny o „Each Small Candle“ vloženou mezi „Eclipse“ a „Comfortably Numb“ |

### Část 2: Severoamerické koncerty 2000
| Datum             | Stát                   | Město                | Místo                       | Poznámky |
| ----------------- | ---------------------- | -------------------- | --------------------------- | --- |
| 2. června 2000    | Spojené státy americké | Tampa (FL)           | The Ice Palace              | mezi „5:06 AM (Every Stranger's Eyes)“ a „Perfect Sense, Part 1“ navíc zařazena píseň „What God Wants, Part 1“ |
| 3. června 2000    | Spojené státy americké | West Palm Beach (FL) | Mars Music Amphitheatre     | |
| 6. června 2000    | Spojené státy americké | Nashville (TN)       | AmSouth Amphitheatre        | |
| 7. června 2000    | Spojené státy americké | Charlotte (NC)       | Blockbuster Pavilion        | |
| 8. června 2000    | Spojené státy americké | New Orleans (LA)     | New Orleans Arena           | koncert zrušen                                                                                                 |
| 10. června 2000   | Spojené státy americké | Houston (TX)         | Mitchell Pavilion           | |
| 11. června 2000   | Spojené státy americké | Dallas (TX)          | Starplex Amphitheatre       | |
| 13. června 2000   | Spojené státy americké | San Antonio (TX)     | Alamodome                   | |
| 16. června 2000   | Spojené státy americké | Phoenix (AZ)         | America West Arena          | koncert nahráván pro album In the Flesh                                                                        |
| 17. června 2000   | Spojené státy americké | Las Vegas (NV)       | Grand Garden Arena          | koncert nahráván pro album In the Flesh                                                                        |
| 19. června 2000   | Spojené státy americké | Los Angeles (CA)     | Coors Amphitheatre          | |
| 21. června 2000   | Spojené státy americké | Los Angeles (CA)     | Universal Amphitheatre      | |
| 22. června 2000   | Spojené státy americké | Los Angeles (CA)     | Universal Amphitheatre      | |
| 24. června 2000   | Spojené státy americké | Los Angeles (CA)     | Irvine Meadows Amphitheatre | koncert nahráván pro album In the Flesh                                                                        |
| 25. června 2000   | Spojené státy americké | San Francisco (CA)   | Shoreline Amphitheatre      | |
| 27. června 2000   | Spojené státy americké | Portland (OR)        | Rose Garden Arena           | koncert nahráván pro album a DVD In the Flesh                                                                  |
| 30. června 2000   | Spojené státy americké | Seattle (WA)         | The Gorge Amphitheatre      | |
| 1. července 2000  | Spojené státy americké | Nampa (ID)           | Idaho Center Arena          | |
| 3. července 2000  | Spojené státy americké | Englewood (CO)       | Fiddlers Green Amphitheatre | |
| 6. července 2000  | Spojené státy americké | Minneapolis (MN)     | Target Center               | |
| 8. července 2000  | Spojené státy americké | Chicago (IL)         | New World Music Theater     | |
| 9. července 2000  | Spojené státy americké | Cincinnati (OH)      | The Riverband Music Center  | |
| 11. července 2000 | Spojené státy americké | New York (NY)        | Madison Square Garden       | |
| 13. července 2000 | Spojené státy americké | New York (NY)        | Madison Square Garden       | |
| 15. července 2000 | Spojené státy americké | Bristow (VA)         | Nissan Pavilion             | |
| 16. července 2000 | Spojené státy americké | Raleigh (NC)         | Walnut Creek                | koncert zrušen                                                                                                 |
| 16. července 2000 | Spojené státy americké | Providence (RI)      | Civic Center                | vystoupení přesunuto z 11. července                                                                            |

### Část 3: Koncerty v Africe, Jižní Americe, Asii a Austrálii 2002
| Datum           | Stát                    | Město             | Místo                                              | Poznámky                                              |
| --------------- | ----------------------- | ----------------- | -------------------------------------------------- | ----------------------------------------------------- |
| 27. února 2002  | Jižní Afrika            | Kapské Město      | Bellville Velodrome                                | FF                                                    |
| 1. března 2002  | Jižní Afrika            | Johannesburg      | NTB Sun Dome                                       | ESC                                                   |
| 5. března 2002  | Chile                   | Santiago de Chile | Estadio Nacional                                   | ESC                                                   |
| 7. března 2002  | Argentina               | Buenos Aires      | Estadio Velez Sarsfield                            | ESC                                                   |
| 9. března 2002  | Brazílie                | Rio de Janeiro    | Praça da Apoteose                                  | ESC; vystoupení v rámci festivalu Sambódromo Carnaval |
| 12. března 2002 | Brazílie                | Porto Alegre      | Estádio Olímpico                                   | ESC                                                   |
| 14. března 2002 | Brazílie                | São Paulo         | Estádio do Pacaembu                                | ESC                                                   |
| 15. března 2002 | Brazílie                | São Paulo         | Estádio do Pacaembu                                | ESC                                                   |
| 17. března 2002 | Venezuela               | Caracas           | Valle del Pop                                      | ESC+FF; vystoupení v rámci festivalu Caracas Pop      |
| 19. března 2002 | Mexiko                  | Ciudad de México  | Foro Sol                                           | FF                                                    |
| 25. března 2002 | Japonsko                | Ósaka             | Kosei Nenkin Kaikan                                | FF                                                    |
| 26. března 2002 | Japonsko                | Ósaka             | Kosei Nenkin Kaikan                                | FF                                                    |
| 28. března 2002 | Japonsko                | Tokio             | Tokyo International Forum                          | FF                                                    |
| 30. března 2002 | Japonsko                | Tokio             | Tokyo International Forum                          | FF                                                    |
| 31. března 2002 | Japonsko                | Tokio             | Tokyo International Forum                          | FF                                                    |
| 2. dubna 2002   | Jižní Korea             | Soul              | Chamsil Sports Fields                              | FF                                                    |
| 5. dubna 2002   | Austrálie               | Newcastle (NSW)   | Newcastle Entertainment Center                     | FF                                                    |
| 6. dubna 2002   | Austrálie               | Newcastle (NSW)   | Newcastle Entertainment Center                     | FF                                                    |
| 8. dubna 2002   | Austrálie               | Melbourne (VIC)   | Rod Laver Arena                                    | FF                                                    |
| 10. dubna 2002  | Thajsko                 | Bangkok           | Impact Arena                                       | FF                                                    |
| 12. dubna 2002  | Indie                   | Bombaj            | New Standard Engineering Grounds                   | koncert zrušen                                        |
| 13. dubna 2002  | Indie                   | Bengalúru         | Palace Grounds                                     | FF; vystoupení přesunuto ze 14. března                |
| 15. dubna 2002  | Spojené arabské emiráty | Dubaj             | Creek Golf and Yacht Club                          | FF                                                    |
| 17. dubna 2002  | Libanon                 | Bejrút            | Beirut International Exhibition and Leisure Center | FF                                                    |

### Část 4: Evropské koncerty 2002
| Datum           | Stát               | Město                 | Místo                             | Poznámky                                                   |
| --------------- | ------------------ | --------------------- | --------------------------------- | ---------------------------------------------------------- |
| 4. května 2002  | Portugalsko        | Lisabon               | Pavilhão Atlântico                | FF; provedena stálá změna setlistu (viz výše)              |
| 5. května 2002  | Portugalsko        | Lisabon               | Pavilhão Atlântico                | ESC                                                        |
| 8. května 2002  | Španělsko          | Barcelona             | Estadio Olímpico Palau Sant Jordi | FF                                                         |
| 10. května 2002 | Itálie             | Milán                 | Fila Forum                        | FF                                                         |
| 11. května 2002 | Švýcarsko          | Curych                | Hallenstadion                     | FF                                                         |
| 13. května 2002 | Belgie             | Antverpy              | Sportpaleis                       | FF                                                         |
| 15. května 2002 | Nizozemsko         | Rotterdam             | Sportpaleis Ahoy                  | FF                                                         |
| 17. května 2002 | Německo            | Erfurt                | Messe Halle                       | FF                                                         |
| 18. května 2002 | Německo            | Kolín nad Rýnem       | Kölnarena                         | FF                                                         |
| 20. května 2002 | Německo            | Oberhausen            | Arena                             | FF                                                         |
| 22. května 2002 | Německo            | Hannover              | Preussag Arena                    | FF                                                         |
| 24. května 2002 | Norsko             | Oslo                  | Spektrum                          | FF                                                         |
| 25. května 2002 | Švédsko            | Stockholm             | Globe Arena                       | FF                                                         |
| 27. května 2002 | Rusko              | Petrohrad             | New Arena                         | FF                                                         |
| 29. května 2002 | Rusko              | Moskva                | Olympijskaja Arena                | FF                                                         |
| 31. května 2002 | Finsko             | Helsinky              | Hartwall Arena                    | FF                                                         |
| 2. června 2002  | Dánsko             | Kodaň                 | Forum København                   | FF                                                         |
| 4. června 2002  | Německo            | Mnichov               | Olympiahalle                      | FF                                                         |
| 5. června 2002  | Německo            | Frankfurt nad Mohanem | Festhalle                         | FF                                                         |
| 7. června 2002  | Polsko             | Varšava               | Stadion Gwardii                   | FF                                                         |
| 9. června 2002  | Německo            | Berlín                | Velodrome                         | FF                                                         |
| 10. června 2002 | Česko              | Praha                 | Paegas Arena                      | FF                                                         |
| 12. června 2002 | Itálie             | Řím                   | Stadio Flamino                    | FF; vystoupení sem přesunuto z Curva Olympia v témže městě |
| 14. června 2002 | Rakousko           | Wiesen                | Festivalgelände                   | FF; vystoupení v rámci festivalu                           |
| 15. června 2002 | Maďarsko           | Budapešť              | Kisstadion                        | FF                                                         |
| 17. června 2002 | Německo            | Stuttgart             | Shleyer-Halle                     | FF                                                         |
| 19. června 2002 | Francie            | Paříž                 | Palais omnisports de Paris-Bercy  | FF                                                         |
| 21. června 2002 | Spojené království | Birmingham            | National Exhibition Centre Arena  | FF                                                         |
| 22. června 2002 | Spojené království | Manchester            | Manchester Evening News Arena     | FF                                                         |
| 24. června 2002 | Irsko              | Dublin                | The Point                         | FF                                                         |
| 26. června 2002 | Spojené království | Londýn                | Wembley Arena                     | FF                                                         |
| 27. června 2002 | Spojené království | Londýn                | Wembley Arena                     | FF                                                         |
| 29. června 2002 | Spojené království | Pilton                | Worthy Farm                       | FF; vystoupení v rámci festivalu Glastonbury3              |

3 – Vynechány skladby „Get Your Filthy Hands Off My Desert“, „Southampton Dock“, „Set the Controls for the Heart of the Sun“, „Welcome to the Machine“, „5:06 AM (Every Stranger's Eyes)“ a „The Bravery of Being Out of Range“.